# Тёро
Тёро́ (тьрау-джро, тьро, тяуро; вьет. người Chơ Ro, самоназвание можно перевести как «человек», «люди общности джро, ро») - народ, относящийся к группе кхмеров горных, численностью 22 567 человек (на 1999 год), проживающий на юге Вьетнама (провинции Донгнай, Биньзыонг, Биньтхуан, Бариа-Вунгтау).

## Язык
Тёро говорят на языке тьрау (мон-кхмерская группа, австроазиатская семья). Также среди народа распространены вьетнамский язык и письменность (Егорунин 1998: 526).

## История народа
До прихода французских колонизаторов, в регионах, в которых жили тёро, земля принадлежала только деревне. Глава деревни, как правило, являлся и главой большой семьи, населявшей её; в обществе не было четкой поляризации. Тёро жили впроголодь, однако умели накапливать так называемые "богатства" (горшки и пр.), которые считались их частной собственностью, не считая риса, запасенного для ежедневного потребления. Так как каждый житель деревни был членом механизма взаимной поддержки, разница в уровнях жизни и количестве материальных благ была еле заметна.
Когда Вьетнам находился по властью французов, в местах проживания тёро работал административный аппарат, сходный с тем, что был во вьетнамских деревнях, однако возглавлялся он вьетнамскими властями(мэры деревень, главы округов). 
В период нахождения страны под властью Соединенных Штатов, дискриминация тёро ощущалась очень сильно. Мужчины были вынуждены либо идти в армию, либо становиться частью административного аппарата. Некоторые люди в то время приняли протестантизм либо католицизм. Их интересы теперь не имели ничего общего с интересами большинства тёро, которые были сильно привязаны к своей земле. Общество разделилось на зажиточных и неимущих, чья доля разительно отличалась в большую сторону. В обществе процветало ростовщичество и взяточничество.
В 1960 году революционное движение во Вьетнаме, набрав полную силу, добралось и до регионов тёро. Диэн, представитель народа тёро, умер за свою страну, за что был упомянут в списке отличившихся Вооруженных сил Вьетнама.
К настоящему моменту общество тёро претерпело огромные изменения, которые ввели народ в новую эру истории этого этнического меньшинства. Люди в возрасте от 18 до 45 лет научились читать и писать на вьетнамском языке, благодаря чему сейчас можно встретить все больше и больше представителей тёро, занимающих рабочие места. Они работают в самых разных областях: медицине, образовании, экономике, сельскохозяйственной отрасли (Dang Nghiem Van 1984: 115-116).

## Традиции

### Традиционные хозяйственные занятия
- До Революции в августе 1945 года, тёро занимались ручным подсечно-огневым земледелием, которое вынуждало их по истечении трёх лет оставлять поля и скитаться в поисках новой земли. Переняв опят вьетнамцев, тёро начали засеивать свои поля в определённом порядке, разделив посевы на 3 периода. Сначала, по внешнему периоду поля земледельцы сажали растения семейства тыквенных, бобовые культуры, следом за ними ближе к центру сажали маниок, для того, чтобы защитить центральную часть поля, на котором обычно сажали рис и маис. В первый посевной период тёро выращивали рис и кунжут, высаживая их в одни ямки. Во второй — в качестве альтернативы рису и кунжуту сажали маис. В третий период вырывали растения по внешнему периметру и пересаживали их, после чего поле делилось между тремя различными продовольственными культурами — рисом, маниоком и маисом. В настоящее время способ обработки земли изменился: тёро переходят на неорошаемое и поливное пашенное земледелие.

Помимо сухих полей в некоторых районах тёро также используют затопленные поля для выращивания риса. В качестве тяговой силы при обработке поля используются буйволы. В качестве орудий труда тёро используют киркомотыгу, ножи для вырубки бамбука и расчистки кустарника, ямкоделатель, мотыгу, серп и др.
Посевной сезон тёро открывают церемонией в честь Духа Риса(третий месяц лунного года). Маис они выращивают в период с 4-го по 6-й месяц, а рис — с 4-го по 10-й.
- В мертвый сезон тёро занимаются промышляют охотой, рыболовством и собирательством(бамбуковые побеги, мед и др.)
- Различные ремесла. Нельзя не отметить плетеные изделия тёро(корзины из бамбука различных размеров, используемые для хранения риса, маиса, дров, фруктов и овощей; коврики из пальмовых листьев), изделия из дерева(ступы для измельчения риса, гробы и др.). Также у теро развито кузнечное дело, необходимое для изготовления орудий труда(Dang Nghiem Van 1984: 113-114).

### Традиционное жилище
- Наземные жилища, сходные с вьетскими, половину из которого занимает бамбуковая кровать — дань древним архитектурным традициям народа. Во многих деревнях зажиточные семьи тёро живут в кирпичных домах, что свидетельствует о накоплении капитала, а также о тенденции тёро к ассимиляции с вьетнамцами, живущими в окрестностях.
- В старину тёро строили свайные дома в двух метрах над землёй. Это было связано с древним поверьем, согласно которому следовало сжечь дом, если в нём умер один из живших в нём членов семьи, дабы избежать неблагоприятного воздействия его духа. После этого жилище строилось на новом месте. Для входа в жилище использовалась лестница. Пространство под домом служило в качестве хлева, а в тыльной стороне дома хранилось продовольствие (Dang Nghiem Van 1984: 112-113).

### Традиционная одежда
- Мужская — набедренная повязка;
- Женская — несшитая юбка, множество украшений (бус, браслетов и тп.)
- Современные тёро носят одежду типа вьетской, однако всё ещё существуют отличия: женщины носят бусы и медные и серебряные кольца. Девушки носят ожерелья и браслеты или кольца (Егорунин 1998: 526).
- Отправляясь куда-либо, мужчины и женщины берут с собой корзины различных размеров и форм, в зависимости от цели их путешествия, которые они носят за спиной(Dang Nghiem Van 1984: 113).

### Традиционная еда
- Главным образом блюда из риса, кукурузы, маниока.
- Во время церемонии поклонения Духу Риса готовятся разнообразные рисовые пироги (Егорунин 1998: 526).

### Традиции в семье тёро
Семья тёро состоит из мужа, жены и их детей, каждая семья живёт в отдельном доме. По достижении совершеннолетия, юноша через сваху просит руки  девушки, либо наоборот. Обычно свадьба происходит в доме невесты, где и живёт молодая семья до тех пор, пока муж не будет в состоянии построить дом для своей семьи. Таким образом первые несколько лет брак является матрилокальным, в течение последующих лет — неолокальный. Право наследования в семье тёро принадлежит дочерям(Егорунин 1998: 526).

### Фольклор
Во время церемоний в честь Духов Леса и Риса, тёро поют песни. Помимо семи гонгов, которые используются в церемонии поклонения Духу Риса, можно встретить музыкальные инструменты, сделанные из бамбука.

## Религия
Среди тёро распространён анимизм, также аграрные культы, культ предков, некоторое распространение имели католицизм и протестантизм(Егорунин 1998: 526).

## Ритуалы
Духовные верования тёро главным образом проявляются в поклонению культу предков, аграрному культу, а также в вере в то, что у всего вокруг есть душа. Важнейшими церемониями для тёро являются церемонии, проводящиеся в честь Духа Леса и Духа Риса. В них принимают участие около 76 % населения, однако те, кто принял современный стиль жизни, постепенно стали отходить от этой традиции.

### Церемония поклонения духу Леса
Церемония проводится каждые три года. Все семьи в деревне делают подношения Духу, моля его о сохранении здоровья подносящим, их животным и о хорошем урожае. После церемонии все участники собираются за общим столом.

### Церемония поклонения духу Риса
Церемония проводится после сбора урожая. Семья делает подношение рисом, взятым из собранного ими урожая. Церемония проводится каждой семьёй в отдельности в присутствии всех жителей деревни. Некоторые семьи продолжают церемонию в течение двух и даже трёх дней. В церемонии используется набор из семи гонгов. По случаю церемонии специально готовятся праздничные блюда и напитки, которыми «угощают» духа, а также гостей.

### Ритуал погребения усопших
У тёро принято закапывать тело усопшего в земле, над могилой возводится холм в виде полушария. Тёро верят, что в течение первых трёх дней после похорон, во время приёма пищи, душа усопшего возвращается домой чтобы поесть, поэтому родственники оставляют на земле горстку риса. По истечении трёх дней, проводится торжественная церемония «открытия врат в загробный мир» и церемония «подношения риса». Также во время похорон тёро, подобно вьетнамцам, сжигают «слитки золота» и каждый год, на 23-й день 12-го месяца лунного года проводят ритуал «посещения могилы» (Dang Nghiem Van 1984: 117-118).